# Doppio pedale

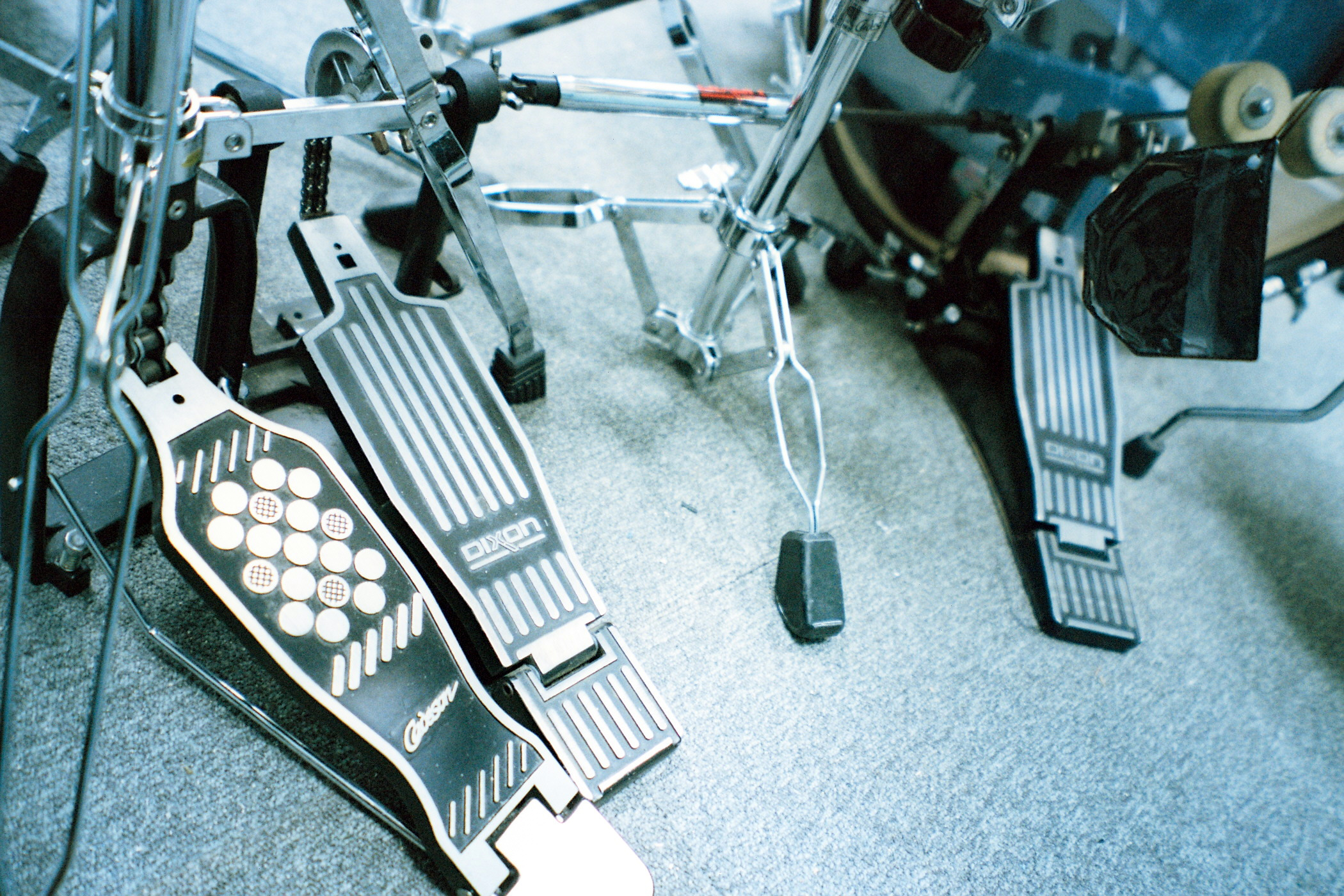
Un doppio pedale della Dixon, accoppiato col pedale dello hi-hat

Il doppio pedale è un tipo di pedale per cassa utilizzato da molti batteristi, per sostituire l'uso della doppia cassa in modo da occupare meno spazio oltre ad offrire un costo inferiore.

## Storia
Molti gruppi di heavy metal, hard rock e rock progressivo, così come molti batteristi di jazz, fusion e funk rock, usano batterie sia a doppia cassa (cioè, a due grancasse separate) che a doppio pedale. Per la prima volta, la doppia cassa venne usata da batteristi jazz come Ray McKinley e Ed Shaughnessy negli anni quaranta/cinquanta e, successivamente, fu resa popolare da batteristi rock come Ginger Baker (Cream), Mitch Mitchell (Jimi Hendrix Experience), Keith Moon (Who), Nick Mason (Pink Floyd), Stefano D'Orazio (Pooh) e Matt Sorum (Velvet Revolver). È diventato un punto fermo di gruppi thrash e death metal come gli Slayer, conosciuti attraverso la canzone Angel of Death dal loro album Reign in Blood del 1986, come il punto di partenza dell'uso del doppio pedale nel métal moderno.
L'idea per il doppio pedale venne al batterista Louie Bellson, quand'era ancora al liceo.

## Caratteristiche
La caratteristica distintiva del doppio pedale è notevole nella sua costruzione, composta da due pedali collegati a un estensore. In questa disposizione, uno dei pedali è accoppiato col pedale dello hi-hat (o "charleston") senza battente, mentre l'altro è fissato saldamente alla grancassa, con due battenti. Questa configurazione offre un approccio versatile, che permette al batterista di esplorare una vasta gamma di schemi ritmici e tecniche più complesse che, normalmente, sarebbero imperfette se eseguite su un pedale singolo.
La presenza del secondo pedale, accanto allo hi-hat, offre al musicista la possibilità di impiegare tecniche specifiche, come tocchi rapidi e variazioni dinamiche nella grancassa. Questa combinazione, equilibrata di elementi nel progetto del doppio pedale, riflette un approccio per soddisfare le esigenze espressive dei batteristi contemporanei in vari stili musicali.

## Utilizzo
Il batterista aziona uno dei battenti con il piede utilizzato per chiudere lo hi-hat, mentre l'altro piede attiva il secondo battente generando il guadagno di note che, con un solo pedale, potrebbe essere eseguito solo con tecniche come "heel toe" (che significa "punta del tallone"), tecnica che permette l'effetto di un doppio pedale con un solo piede e un solo pedale utilizzando il tallone e la punta del piede, o la tecnica del "pivot". Questo approccio innovativo amplia le capacità espressive del batterista, consentendo l'esecuzione di schemi sempre più intricati e complessi.
Il doppio pedale è comune nei gruppi di heavy, thrash, death e black metal, tra gli altri generi metal. Viene utilizzato anche in generi brasiliani come il samba e il reggae. Attualmente, alcuni gruppi di rock progressivo e hardcore punk hanno utilizzato il doppio pedale per far uso di note da un sedicesimo o per non affaticare tanto il piede destro quando si eseguono le note di grancassa.

### Musicisti (Lista parziale)
- Kelly Keagy
- Virgil Donati[2]
- Deen Castronovo[2]
- Gavin Harrison
- Jay Weinberg
- Thomas Lang
- Mike Portnoy
- Joey Jordison
- Carl Palmer (Atomic Rooster, poi EL&P)[3]
- Giancarlo Golzi (Museo Rosenbach, poi Matia Bazar)[3][1]